# Vượn cáo chuột Berthe
Vượn cáo chuột Berthe (Microcebus berthae) là loài vượn cáo nhỏ nhất trên thế giới và cũng là loài linh trưởng nhỏ nhất với kích thước trung bình là 92 milimét (3,6 in) và khối lương vào khoảng 30 g (1,1 oz). Nó được tìm thấy ở Vườn quốc gia Kirindy Mitea ở miền Tây Madagascar.

## Đặt tên
Loài vượn cáo này được đặt tên theo bà Berthe Rakotosamimanana, một nhà bảo tồn thiên nhiên người Madagascar và là Tổng thư ký của tổ chức Groupe d'Etudes et de Recherche des Primates (GERP) trong giai đoạn từ lúc nó mới thành lập cho tới khi bà qua đời vào năm 2005.

## Mô tả
Loài vượn cáo Microcebus berthae này có bộ lông ở lưng ngắn có màu nâu vàng quế xen lẫn màu hoàng thổ. Chiếc vằn nằm ở giữa lưng có màu ngăm ngăm đen. Vùng giữa bụng của con vật có màu da dê trong khi hai cạnh sườn có màu da dê nhạt pha trộn với màu xám nhạt. Con vật có đuôi ngắn với màu hung hung. Đỉnh đầu và tai cũng có màu sậm tương tự. Mép viền mắt được bao phủ vởi một vòng mỏng, sậm màu. Vùng mặt giữa mắt có màu nâu vàng quế. Bàn tay và bàn chân có màu be mờ.